# Rudka (dopływ Gardominki)
Rudka – struga w północno-zachodniej Polsce, w woj. zachodniopomorskim, w gminie Nowogard; lewobrzeżny dopływ rzeki Gardominki.
Rudka bierze swój początek na południe od wsi Orzesze na Równinie Nowogardzkiej, skąd płynie na północny zachód przez zachodnią część wsi Orzechowo. Dalej płynie na północ, gdzie w pobliżu kolonii Zatocze na wschodniej części Równiny Goleniowskiej odbija na wschód i uchodzi do Gardominki od jej lewego brzegu.
Nazwa Rudka została wprowadzona w 1948 roku.